# Wielkie Rycerowe

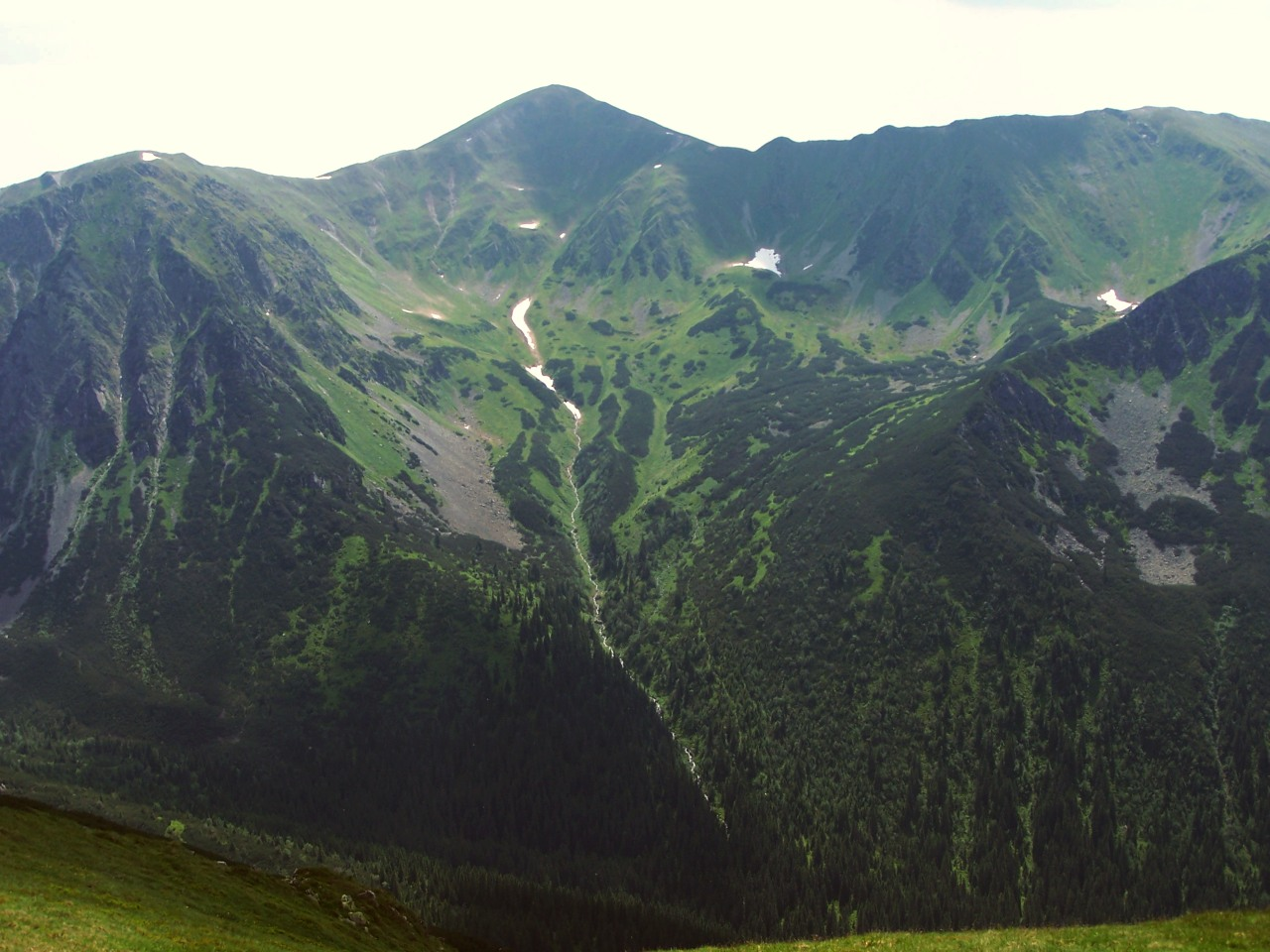
Widok z przełęczy Liliowe

Wielkie Rycerowe (słow. Veľké Licierovo, Zadné Licierovo) – lewe odgałęzienie Doliny Wierchcichej w słowackich Tatrach. Jest to bardzo stroma dolina zawieszona w Liptowskich Kopach. Od wschodu jej ograniczenie tworzą: Zadnia Rycerowa Kopa, Zadni Rycerowy Zawracik i Wielka Garajowa Kopa, od południa Wyżnia Garajowa Przełęcz, Wielka Kopa Koprowa, od zachodu Wyżni Rycerowy Zawracik, Wyżnia Magura Rycerowa, Niżni Rycerowy Zawracik i Rycerowa Kopa.
W słowackich źródłach Wielkie Rycerowe ma różne nazwy. Według mapy Vysoké Tatry (1993) jest to Zadné Licierovo. Ivan Bohuš podaje nazwę Veľké Licierovo, taka sama nazwa jest na polskiej mapie Polkartu.
Dolna i porośnięta lasem część doliny jest bardzo wąska, grzędy Rycerowej Kopy i Zadniej Rycerowej Kopy zbliżają się tutaj do siebie. Górą dolina rozszerza się i tworzy kocioł lodowcowy rozdzielony grzędą na dwie części. Kocioł ten powstał w czasie ostatniego zlodowacenia. Z obydwu jego części spływają dwie oddzielne, zwykle ubogie w wodę strugi, łączące się z sobą w dolnej, wąskiej części doliny. Jest to Wielki Rycerowy Potok (Veľký Licierov potok) uchodzący do Wierchcichej Wody. W zachodniej części kotła lodowcowego znajduje się kilka niewielkich oczek wodnych. Nie wiadomo jednak, czy są one stałe, czy okresowe, aby to rozstrzygnąć należałoby prowadzić długoletnie obserwacje w różnych porach roku.
Wielkie Rycerowe było dawniej wypasane przez pasterzy ze słowackiej miejscowości Kokawa. Od 1949 wraz z całymi Liptowskimi Kopami stanowi obszar ochrony ścisłej Tatrzańskiego Parku Narodowego. Jest dobrze widoczne od polskiej strony, z czerwonego szlaku biegnącego główną granią Tatr od Kasprowego Wierchu na Świnicę.